# Salix pantosericea
Salix pantosericea är en videväxtart som beskrevs av Görz. Salix pantosericea ingår i släktet viden, och familjen videväxter. Inga underarter finns listade i Catalogue of Life.